# Claude Freyssinet
Pas d'image ? Cliquez ici

a Compétitions nationales et continentales officielles uniquement.

Claude Freyssinet, né le 1er octobre 1938 à Brive, est un joueur français de rugby à XV, évoluant au poste de pilier.

## Carrière de joueur

### En club
Claude Freyssinet est finaliste du championnat de France en 1965 avec le CA Brive.

## Palmarès

### En club
- Finaliste du Champion de France de première division en 1965 avec le CA Brive.